# Lithocarpus craibianus
Lithocarpus craibianus Barnett – gatunek roślin z rodziny bukowatych (Fagaceae Dumort.). Występuje naturalnie w Laosie, północnej części Tajlandii oraz południowych Chinach (w południowo-zachodnim Syczuanie oraz południowym Junnanie). 

## Morfologia
PokrójZimozielone drzewo dorastające do 20 m wysokości.
LiścieBlaszka liściowa jest skórzasta i ma owalny lub owalnie eliptyczny kształt. Mierzy 12–19 cm długości oraz 4–7 cm szerokości, jest całobrzega, ma klinową nasadę i ostry wierzchołek. Ogonek liściowy jest nagi i ma 10–25 mm długości.
OwoceOrzechy o niemal kulistym kształcie, dorastają do 13–18 mm długości i 13–18 mm średnicy. Osadzone są pojedynczo w kulistych miseczkach, które mierzą 15–20 mm średnicy. Orzechy są całkowicie otulone w miseczkach.

## Biologia i ekologia
Rośnie w wiecznie zielonych lasach. Występuje na wysokości od 800 do 1500 m n.p.m. Kwitnie i owocuje od sierpnia do września.